# 戰慄時空系列角色列表
戰慄時空角色列表，會列出《戰慄時空》系列中的角色。

## 伊萊·凡斯博士
伊萊·凡斯博士（Dr. Eli Vance）是一名出色的物理学家和研究员。伊萊·凡斯是一名非洲裔美国人，看起来大概60岁左右，一头灰发，留着络腮胡子。他一般都会穿一件凑合能穿的工作服，他的左腿膝盖之下的部分在的事件中被严重伤害，只能用假肢代替。伊萊博士毕业于哈佛大学，他身上穿的衬衫模模糊糊地显示出“哈佛”字样。
他是爱丽克斯·凡斯的父亲。他的妻子，阿茲恩（Azian）也是黑色高地的研究员，但是在黑色高地事件中不幸丧生。

### 戰慄時空1中出場
作為黑色高地反常物質研究小組的一員，凡斯博士參加了那次打開了時空漏洞的實驗，這次實驗也導致了外星人侵入地球。災難過後，凡斯（當時遊戲中沒有寫出名字）和戈登·弗里曼一起逃出到地面尋求幫助。儘管之後他在遊戲中再也沒有出現，凡斯在半條命2重新登場，他和他的女兒艾莉絲試圖從研究所中逃出。

### 戰慄時空2中出场
“黑色高地事件”的幸存者伊萊、艾莉絲·凡斯、艾薩克·克萊納博士和巴尼·卡宏组成了对抗合成人的中坚力量。万斯建立了一个实验室，叫做“黑色高地東站”。茱蒂絲·莫斯曼博士协助他们完成了传送实验。艾薩克·克萊納和伊萊·凡斯一起完善了传送系统，并且实现了两个实验室之间的传送。但是在第二次实验的时候失败了，让高登·弗里曼降落到了黑色高地東站以外的地方。
当高登·弗里曼从反抗军秘密路线到达黑色高地東站的时候，一路跟踪他的联合军发动了对黑色高地東站的进攻。那些联合军士兵把伊萊·凡斯逮捕起来，关到17号城附近的监狱内。
高登·弗里曼和艾莉絲·凡斯在諾瓦廣場（Nova Prospekt）大肆破壞，把伊萊·凡斯和茱蒂絲·莫斯曼救了出来。茱蒂絲·莫斯曼却把自己和伊萊·凡斯再次传送到了城塔（Citadel）。
在城塔，高登·弗里曼和艾莉絲·凡斯被抓了起来。茱蒂絲·莫斯曼向瓦勒斯·布林博士施压要求释放三个人质。在艾莉絲·凡斯和高登·弗里曼与瓦勒斯·布林战斗的时候，茱蒂絲·莫斯曼一直呆在伊萊·凡斯博士身边保护他。
在第一章里，伊萊·凡斯只在开头与艾莉絲·凡斯的通讯中出现在显示屏里。第二章，到达白森林的艾莉絲·凡斯将G-Man的“准备好迎接出乎意料的结果。”的话告诉伊萊·凡斯时，伊萊·凡斯很明显地表现出了不安的情绪。结局时，伊萊·凡斯为了保护女儿而被联合军顾问吸食脑髓而死（但最後艾莉克絲的消失而復活）。也许这就是G-Man所说的“出乎意料的结果”部分。

### 配音者
伊萊的声音由罗伯特·古里埃姆和提供。大多数人相信伊萊的身体和面部是以比尔·科波斯为原型的。

## 華萊士·布林博士
華萊士·布林博士（Dr. Wallace Breen）
罗伯特·卡尔普配音